# Episodi di Wildfire (terza stagione)
La terza stagione della serie televisiva Wildfire è stata trasmessa negli Stati Uniti da ABC Family dal 1º gennaio 2007 al 26 marzo 2007.
In Italia, la serie è stata trasmessa in prima visione da Italia 1 dal 28 ottobre 2008 al 13 novembre 2008 alle ore 15:55.
| nº | Titolo originale      | Titolo italiano            | Prima TV USA     | Prima TV Italia  |
| -- | --------------------- | -------------------------- | ---------------- | ---------------- |
| 1  | Fairy Tale Endings    | Un'eredità scomoda         | 1º gennaio 2007  | 28 ottobre 2008  |
| 2  | The Feud              | Un cavallo a metà          | 8 gennaio 2007   | 29 ottobre 2008  |
| 3  | Moving On             | La sfida                   | 15 gennaio 2007  | 30 ottobre 2008  |
| 4  | Close to Home         | Quei 5 secondi             | 22 gennaio 2007  | 31 ottobre 2008  |
| 5  | Love vs. Work         | Amore contro lavoro        | 29 gennaio 2007  | 3 novembre 2008  |
| 6  | Kiss, Kiss            | Il cowboy e la principessa | 5 febbraio 2007  | 4 novembre 2008  |
| 7  | Push Me, Pull You     | Un talento naturale        | 12 febbraio 2007 | 5 novembre 2008  |
| 8  | The Goodbye           | Una scelta difficile       | 19 febbraio 2007 | 6 novembre 2008  |
| 9  | Heartless             | Senza cuore                | 26 febbraio 2007 | 7 novembre 2008  |
| 10 | Diplomacy             | Diplomazia                 | 5 marzo 2007     | 10 novembre 2008 |
| 11 | You Can't Count on Me | Uno su cui contare         | 12 marzo 2007    | 11 novembre 2008 |
| 12 | Picking Sides         | Una gara difficile         | 19 marzo 2007    | 12 novembre 2008 |
| 13 | So Long Pardner       | Addio socio                | 26 marzo 2007    | 13 novembre 2008 |

## Un'eredità scomoda
- Titolo originale: Fairy Tale Endings
- Diretto da: Bradford May
- Scritto da: Christina Lynch, Loren Segan

### Trama
Kris viene a sapere cosa è accaduto a Kerry mentre Raintree affronta le inaspettate conseguenze della vincita alla Breeders' Cup. Nel frattempo. Dani prende il controllo sul Ranch dei Davis ma questo non ferma suo padre; inoltre Jean accoglie a casa una faccia familiare dopo la morte di un parente. Allo stesso tempo Matt ripensa al suo destino nel maneggio.
- Altri interpreti: Charlotte Salt (Gillian Parsons), John Terry (Jesse Ritter), Charles Sanders (Avvocato), Jim Hatch (Banditore), Mary Woods (Infermiera), Brian Keith Gamble (Dott. Kramer), Kieren Hutchinson (Kerry Connelly).

## Un cavallo a metà
- Titolo originale: The Feud
- Diretto da: Frank Perl
- Scritto da: Jordan Hawley

### Trama
Kris ricorre a misure estreme per alleviare la crisi finanziaria di Raintree; Matt cerca di battere Dani al suo stesso gioco nella battaglia per la commissione di un importante cliente; riesce nel suo intento, e Dani per vendicarsi sottrae a Kris il cucciolo di Wildfire, poiché, anche se Flame appartiene a Kris è stato acquistato da Junior, quindi è proprietà dei Davis. Inoltre Junior scopre che le vecchie abitudini sono dure a morire.
- Altri interpreti: Charlotte Salt (Gillian Parsons), Art Fox (Pensionante arrabbiato), Julia Thudium (Pat Woods), Clay M. Lilley (Attaccabrighe), Sofia Perl (Amelia Sullivan).

## La sfida
- Titolo originale: Moving on
- Diretto da: Bradford May
- Scritto da: Marjorie David

### Trama
Dopo aver appreso che Wildfire è sterile, Kris vuol farlo tornare in pista ma Jean e Pablo si chiedono se stia facendo troppa pressione su di lui o no.
- Altri interpreti: Eric Winter (R.J. Blake), Charlotte Salt (Gillian), Richard Nance (Clown del Rodeo), Beau Garrett (Lynnett), Rio Alexander (Montatore).

## Quei 5 secondi
- Titolo originale: Close to Home
- Diretto da: Bradford May
- Scritto da: Patrick Sean Smith

### Trama
Dopo che la roulotte di Kris si brucia, il suo senso di indipendenza è messo alla prova quando deve traslocare dai Ritter.
- Altri interpreti: Eric Winter (R.J. Blake)

## Amore contro lavoro
- Titolo originale: Love vs. Work
- Diretto da: Ellie Kanner
- Scritto da: Jonathan Abrahams

### Trama
Dani deve scegliere tra il suo lavoro e il suo cowboy, lui durante la sera la porta fuori ma lei rimane tutta la sera attaccata a un cellulare e lui gli dice la verità: ovvero che è solo una figlia di papà.
Intanto tra Matt e Kris è come se fosse riapparsa la fiamma, quando la ex socia di Deni torna, cioè la fidanzata di Matt, li trova a giocare sul letto di lui e si ingelosisce, Matt risolve e decidono di andare a vivere insieme.
Wildfire viene ritrirato dalla corsa perché ancora non capace di correre.
La corsa viene vinta dal vecchio cavallo dei Devis. Infine Junior e Rj dovevano partire per il rodeo, ma Rj dice a Junior che non vuole infatti aveva fatto pace con Dani e decide di rimanere con lei, dice anche a Junior di pensare bene a quello che voleva fare e risolvere i suoi "problemi" con Kris, l'episodio finisce con Junior che arriva davanti al cancello della Raintree per andare a parlare con Kris ma all'ultimo secondo fa retromarcia e parte per il raduno, mentre Kris sembra davvero tanto confusa.